# Liga Mistrzów Strongman 2008: Ryga
Liga Mistrzów Strongman 2008: Ryga – indywidualne, pierwsze w 2008 r. zawody siłaczy z cyklu Ligi Mistrzów Strongman.
Data: 22 marca 2008 r.

Miejsce: Ryga  Łotwa
WYNIKI ZAWODÓW:
| Miejsce | Zawodnik           | Kraj              | Punkty            |
| ------- | ------------------ | ----------------- | ----------------- |
| 1.      | Žydrūnas Savickas  | Litwa             | 75                |
| 2.      | Travis Ortmayer    | Stany Zjednoczone | 72                |
| 3.      | Agris Kazeļņiks    | Łotwa             | 66,5              |
| 4.      | Michaił Koklajew   | Rosja             | 64,5              |
| 5.      | Andrus Murumets    | Estonia           | 59                |
| 6.      | Anders Johansson   | Szwecja           | 48                |
| 7.      | Ołeksandr Pekanow  | Ukraina           | 43                |
| 8.      | Mārtiņš Skujenieks | Łotwa             | 41,5              |
| 9.      | Mareks Leitis      | Łotwa             | 36                |
| 10.     | Jarno Hams         | Holandia          | 31,5              |
| 11.     | Jan Šalata         | Czechy            | 28                |
| 12.     | Tamás Malatinszky  | Węgry             | 22,5              |
| 13.     | Andris Leisavnieks | Łotwa             | 19                |
| 14.     | Farzad Mousakhani  | Iran              | 12 (kontuzjowany) |